# Poder disciplinar
Michel Foucault, em seu livro Vigiar e Punir descreve os processos de disciplinarização em diferentes instituições, demonstrando que a principal característica dessa disciplinarização é fabricação de corpos dóceis, ou seja, de indivíduos preparados para a execução de técnicas normativas (seja uma atividade profissional ou uma conduta em família, por exemplo) que os tornam úteis aos desígnios do poder. Para Michel Foucault, o poder deve ser considerado como relação, na medida em que é sempre exercido, nunca possuído. O poder não teria uma forma específica, nem mesmo um centro. Sua fórmula geral seria a relação de força entre um indivíduo ou instituição e outro indivíduo ou instituição. Desta forma, a prática de poder está entre o direito e a verdade - dessa forma, seria necessário compreender os mecanismos do poder entre os limites impostos pelo direito e suas regras delimitadoras e, de outro, pela verdade e seus efeitos que produzem e conduzem ao poder. É nesse sentido que Foucault aponta a relação triangular existentes entre o poder, o direito e a verdade.
Segundo Foucault, os mecanismos do poder em suas estratégias, sutis e gerais, não foram estudados, mas sim, as pessoas que detiveram o poder. Dessa maneira, o autor analisa as formas de poder ao longo dos séculos XVI ao XVIII, preocupando-se em não interpretar o poder como fenômeno concreto e homogêneo de um indivíduo sobre outro - e estabelecendo a existência de práticas e relações de poder, que são o fundamento da sociedade, ainda que o próprio poder não exista.
Os efeitos de dominação exercidos devem ser conferidos, não a uma apropriação, mas a funcionamentos e técnicas. O poder expressa o conjunto de estratégias da classe dominante, que pode ser manifestado e reproduzido pela classe dominada. Foucault afirma que o poder é forte uma vez que produz efeitos positivos, já que se apenas se expressasse de maneira negativa, seria extremamente frágil.
Dessa forma, poder e disciplina fariam parte de uma rede, onde a segunda seria responsável pelo fortalecimento da primeira - nesse entendimento, os saberes seriam dispositivos de poder, ou, segundo  Foucault, “o poder-saber seus processos e as lutas que o constituem, que determinam as formas e os campos possíveis do conhecimento”.
Conclui-se, portanto, que não tem como haver uma relação de poder sem vinculação ao campo do saber, assim como todo saber corresponde a um poder. O poder  exerce-se a partir do conhecimento adquirido, estando em todos as  relações que se estabelecem entre as práticas - como no caso dos saberes científicos da Medicina, Psicologia, Psiquiatria ou Direito. Conforme  Foucault, não há relação de poder sem constituição correlata de um campo de saber. O processo de disciplinarização ocorre, geralmente, em locais arquitetonicamente preparados especialmente para tal: o panóptico, de Geremy Bentham, foi a arquitetura escolhida para vigilância -  locais cercados com uma disposição espacial estudada, que servem para a observação sistemática de corpos e um mobiliário com uma torre de vigia ao centro, com janelas se abrindo para o lado interno, mantendo o interior invisível - ao redor do panóptico construíam-se celas, totalmente visíveis do observatório. 

“[...] assegurar uma vigilância que fosse ao mesmo tempo global e individualizante separando cuidadosamente os indivíduos que deviam ser vigiados.” (FOUCAULT, 2004, p.216).
O panóptico, segundo  Foucault, era um  “olhar que vigia e que cada um, sentindo o peso sobre si, acabará por interiorizar, a ponto de observar a si mesmo; sendo assim, cada um exercerá esta vigilância sobre e contra si mesmo”.  Na torre, poderia ou não haver um vigia - o importante é que não se tenha certeza disso: a ideia de poder estar sendo vigiado deve ser o suficiente para manter o(s) sujeito(s) em questão disciplinados. O panóptico, até o início do século XX, foi um modelo de exercício de poder que garantia a subordinação e o adestramento do sujeito a um poder que agia sobre ele. A figura do panóptico representa a arquitetura perfeita de uma instituição disciplinar. Aqui, pode-se compreender que o poder disciplinar é aquele cuja estratégia favorece o estabelecimento de relações disciplinares através do modelo de instituições descrito acima.
As intensas modificações nas estruturas de poder deram origem ao aparato social e político da “escola disciplinar” e da “sociedade disciplinar”: os estudos foucaultianos oferecem um modelo teórico para entender o surgimento da escola moderna, da prisão, do hospital e das fábricas. Para Foucault, o poder se deslocou de uma centralização em uma figura única e passou a existir através da norma,  espalhando-se pela sociedade. Na Europa do século XVII, foram criadas as instituições  nas quais todos aqueles que estavam à margem da sociedade, como os “loucos”, os miseráveis e os chamados “vagabundos” eram presos - a prática médica, então, se apresentava sob  o poder sobre o doente e a figura de representação do poder, ou seja, o médico.

## Poder disciplinar e suas práticas
```
Durante os séculos XVII e XVIII,  
Foucault
 afirma que o poder era o direito de apreensão e de confisco, seja do tempo, das vidas ou dos corpos, confisco esse que é uma entre outras funções do poder - dentre as outras, destacam-se a função de controle e vigilância. "
```

O poder disciplinar seria [...] um poder que, em vez de se apropriar e de retirar, tem como função maior “adestrar”: ou sem dúvida adestrar para retirar e se apropriar ainda mais e melhor. Ele não amarra as forças para reduzi-las; procura ligá-las para multiplicá-las e utilizá-las num todo. [...] “Adestra” as multidões confusas [...] 
O poder disciplinar disseminou-se entre instituições como escolas e hospitais, como um produto do deslocamento do poder para o corpo social, que era exercido sobre os corpos individuais por meio de exercícios que adestravam e docilizavam corpos. A punição e a vigilância são mecanismos desses exercícios utilizados para que as pessoas se adequem às normas estabelecidas nas instituições.
Na segunda metade do século XVIII, o poder disciplinar passou estabelecer relações de poder reguladas pelas normas - o corpo só teria utilidade se fosse produtivo e é nessa sujeição que se constitui o que  Foucault chamou de uma “tecnologia política do corpo” (biopoder): uma anatomia política baseada em uma série de processos, às vezes muito pequenos e rápidos, às vezes lentos e discretos.  A punição passa, então, a atuar de forma a corrigir os indivíduos, estabelecendo relações de poder como forma de controle para atender aos interesses de quem necessita de corpos disciplinados. Para Foucault, as práticas disciplinares permitiriam o controle dos corpos e a sujeição de forças, impondo-lhes docilidade, utilidade e produtividade - ressalta, ainda, que houve  descoberta do corpo como objeto e alvo de poder,  de submissão e utilização e/ou de funcionamento e de explicação.

## O poder disciplinar, a disciplina escolar e a medicalização da infância
Foucault (1987), mais especificamente em seu capítulo sobre Os corpos dóceis, realiza um estudo relativo ao controle dos corpos e da disciplina durante o século XVIII, em que o autor traça um paralelo entre o contexto de controle militar e o contexto escolar. No texto em questão, Foucault apresenta a disciplina como o controle produtivo, convergindo a energia do ser humano em produtividade, sendo que, quanto mais obediente o ser se torna, mais útil ele é pra sociedade, ou seja, os corpos são docilizados.
Diante deste contexto, ele apresenta sobre a disciplina escolar:
"O treinamento das escolas deve ser feito da mesma maneira; poucas palavras, nenhuma explicação, no máximo um silêncio total que só seria interrompido por sinais – sinos, palmas, gestos, simples olhar do mestre, ou ainda aquele pequeno aparelho de madeiras que os Irmãos das Escolas Cristãs usavam; era chamado por excelência o “Sinal” e devia significar em sua brevidade maquinal ao mesmo tempo a técnica do comando e a moral da obediência " (FOUCAULT, 1987, p. 140).
Foucault (1987) apresenta ainda a transformação do ato de controlar, a forma com que o ato passa por um distanciamento do toque, saindo do aspecto militar de privação de liberdade, de domínio pela força, para a transformação da forma de pensar do indivíduo por meio de um controle naturalizado.
Diante dessa visão de controle e do conceito de docilização dos corpos trazido por Foucault (1987), observa-se que uma das formas de disciplinar os indivíduos atualmente tem sido, por exemplo, a inserção do contexto médico em todos os ambientes da sociedade, incluindo no contexto escolar e relacionado à infância, de forma que a medicalização se torna o novo sinal de controle. 
Na intenção de controlar os corpos e enquadrar em regras da sociedade, o comportamento tem sido cada vez mais patologizado. Sobre o tema, Guarido (2008) diz que:
"A direção da medicalização no mundo contemporâneo aponta, então, para uma descrição biológica das experiências humanas, para uma retradução de suas vicissitudes em termos sintomáticos, para uma intensificação do uso de medicamentos no alívio das dores cotidianas. A efetiva transformação no âmbito dos cuidados em saúde mental passou, sem dúvida, pelo uso das drogas psiquiátricas. No entanto, nosso olhar se dirige ao contexto mais amplo e à inclusão de uma lógica de cuidado apoiada no uso de medicamentos para uma gama muito maior de vivências humanas. As vicissitudes da escolarização das crianças estão, sem dúvida, incluídas neste contexto, quando renomeadas sob o prisma do Transtorno do Déficit de Atenção e Hiperatividade" (GUARIDO, 2008, p. 56).
Portanto, a teoria proposta po Foucault (1987) ainda está em voga atualmente no contexto escolar, mas sob uma nova roupagem de mecanismos de controle.